# СД Славија
Спортско друштво Славија из Источног Сарајева је спортско друштво које обухвата већи број клубова који се такмиче у одређеним спортским дисциплинама.
Навијачи СД Славија називају се Соколови. Навијачка група је основана 2001. године. У оквиру спортског друштва постоји већи број спортова, али најпознатији је најстарији спортски клуб у Републици Српској, ФК Славија.

## Историја
Први спортски клуб у Сарајеву је основан током 1908. године, када је град био дио Аустроугарске. Славија је основана као шире спортско друштво сарајевских студената гимназије неформално познато као Ђачки Спортски клуб или ЂСК, касније Средњошколски спортски клуб или ССК, затим Српски спортски клуб да би коначно 1921. године добило име СК Славија. Од културних и друштвених активности у граду у то вријеме, углавном су сва дешавања била у хотелу Европа и Гимназији, па је идеја о оснивању спортског клубуа покренута у тим просторијама.
Славија, као најстарије спортско друштво у држави је у годинама прије Другог свјетског рата, осим фудбала, било зачетник и многих других спортских дисциплина у Сарајеву попут лаке атлетике, планинарства, скијања, тениса, бокса, коњичког спорта и ватерпола.

## Клубови СД Славија
| Спорт   | Име клуба   | Основан |
| ------- | ----------- | ------- |
| Фудбал  | ФК Славија  | 1908.   |
| Кошарка | OKK Славија | 1996    |
| Рукомет | РК Славија  | 2000.   |
| Одбојка | ЖОК Славија | 2001.   |
| Футсал  | КМФ Славија | 2011.   |